# 춘궁도

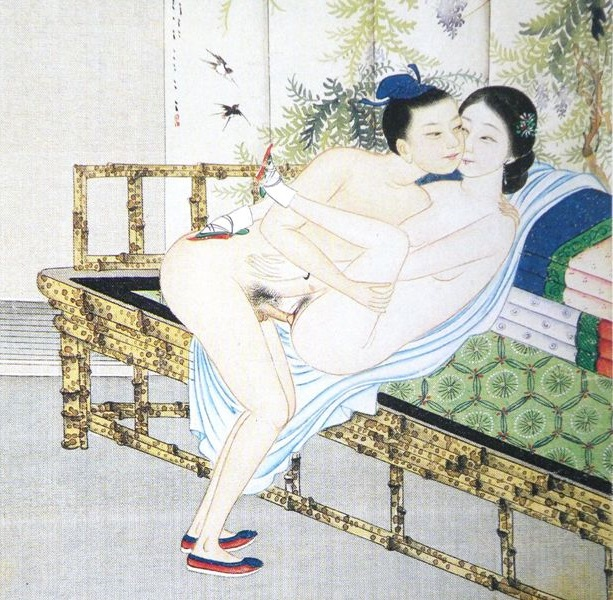
청나라 시기의 춘궁도의 예

춘궁도(春宮圖, 영어: Chungongtu)는 중국의 전통적인 에로틱 아트를 총칭하는 말이다. 춘궁화(春宮畵), 춘궁밀화(春宮密畵)라고도 한다.

## 같이 보기
- 춘화 – 한국의 춘화
- 슌가 - 일본의 춘화